# شروق الشمس في الحصاد
شروق الشمس على يوم الحصاد هي رواية ديستوبية صدرت عام ٢٠٢٥ من تأليف الكاتبة الأمريكية سوزان كولنز، وتُعد الرواية التمهيدية الثانية لسلسلة "ألعاب الجوع" الأصلية، بعد رواية أغنية الطيور المغردة والثعابين التي صدرت في عام ٢٠٢٠. تدور أحداث الرواية قبل ٢٤ عامًا من أحداث الرواية الأولى، وتتناول موضوعات مثل التلاعب السياسي، قوة الدعاية، وتعقيدات السيطرة المجتمعية في ظل نظام شمولي، وتركّز على الدورة الخمسين من ألعاب الجوع، التي شارك فيها هايميتش أبيرناثي. صدرت الرواية في ١٨ مارس ٢٠٢٥ عن دار نشر سكولاستيك.
تم الإعلان عن إنتاج فيلم مقتبس منها في ٦ يونيو ٢٠٢٤، ومن المقرر أن يتم إصداره بواسطة شركة لايونز غايت في ٢٠ نوفمبر ٢٠٢٦.

## خلفية عن الكتاب
استوحت كولنز إلهامها من كتاب للفيلسوف الاسكتلندي ديفيد هيوم، وبشكل خاص من أفكاره حول الخضوع الضمني و"سهولة خضوع الكثرة لحكم القلة" . كما ألهمتها التساؤلات المتعلقة باستخدام الدعاية وقوة السرد الإعلامي لاستكشاف مفهوم "ما هو الحقيقي وما هو غير الحقيقي؟" في الرواية.
في الرواية، تغني لينور دوف مقاطع من قصيدة "الإوزة والفقراء"، وهي قصيدة من القرن الثامن عشر تتناول ظلم تخصيص الأراضي في إنجلترا، في إشارة إلى الكابيتول.

## قصة الكتاب
يعيش هايميتش أبيرناثي في المقاطعة ١٢ مع والدته الفقيرة وشقيقه الأصغر سِ، حيث يقوم بشكلٍ غير قانوني بتقطير مشروب كحولي محلي (مونشاين) لإعالة أسرته، ويتسلل بانتظام إلى الغابة للقاء حبيبته لينور دوف بايرد. في عيد ميلاده السادس عشر، يُقام الحصاد للدورة الخمسين من ألعاب الجوع السنوية، حيث يُطلب من كل مقاطعة إرسال ضعف عدد المتنافسين المعتاد تكريمًا لـ"الربع الكارثي الثاني". خلال الحصاد، يحاول أحد الذكور المختارين من المقاطعة ١٢ الهرب، لكنه يُقتل بسرعة. وفي الفوضى الناتجة، يحاول هايميتش حماية لينور دوف من الحُرّاس، وهو ما يدفع المرافقة القاسية للمقاطعة ١٢، دروزيلا سيكل، والمصور بلوتارك هيفينسبي، الذي يبدو متعاطفًا مع المتسابقين، إلى اختيار هايميتش كبديل، مع إعادة تمثيل مشهد الحصاد. ومن بين زملائه المختارين من المقاطعة ١٢: وَيِّت كالو، الذي مهنته هو وعائلته وضع رهانات على من سيفوز بتلك الألعاب، ولويلا مكوي، جارة هايميتش وصديقته المقربة، ومايزيلي دونر، الغنية والمتغطرسة.
عند وصولهم إلى الكابيتول، يُعتبر متسابقو المقاطعة ١٢ "فرصهم ضئيلة". وخلال موكب المتسابقين، يؤدي حادث سقوط عربة تجرها الخيول إلى مقتل لويلا، فيحمل هايميتش جسدها على طول الطريق ويضعها أمام الرئيس سنو، ثم يصفق له بسخرية. يتم اقتياد هايميتش بمفرده إلى قاعة هيفينسبي، حيث يهدده الرئيس سنو بأنه سيجعل صانعي الألعاب يعاقبونه بموت مؤلم إن استمر في تمرده. وفي محاولة للتغطية على فضيحة الموكب، يحضر سنو بديلةً مخدرةً تشبه لويلا، أطلق عليه متسابقو المقاطعة ١٢ لقب "لو لو".
ونظرًا لعدم وجود فائزين سابقين على قيد الحياة من المقاطعة ١٢، يُعيّن للأربعة مرشدون عشوائيون من ألعاب سابقة، مثل وايرس من المقاطعة ٣ وماجز من المقاطعة ٤. وتتكوّن تحالفات بسرعة بين متسابقي "الكاريرز" (المحترفين) وبقية المتسابقين الذين أطلقوا على أنفسهم اسم "القادمون الجدد". أثناء التدريب، يقوم بيتّي، الفائز السابق الذي أُجبر قسرًا على تدريب ابنه أمبرت (الذي تم اختياره عقابًا لتمرد والده)، بتجنيد هايميتش ضمن خطة سرية لتخريب الحلبة. قام بلوتارك بتزويد هايميتش بمعلومات إضافية سرًا، ولينال ثقته، يُنسق مكالمة وداعية مؤثرة بينه وبين لينور دوف. يوافق هايميتش على تفجير خزان المياه الجوفي لتخريب أنظمة الحلبة الإلكترونية. وبسبب التقييم المتدني (واحد) من صانعي الألعاب كعقاب له، يتبنى هايميتش شخصية متمردة ساخرة في المقابلات لكسب دعم الرعاة.
تبدأ الألعاب في ساحة خلابة ولكنها مميتة مليئة بالسموم، فيتخلى هايميتش عن تحالفه مع "القادمون الجدد" لتنفيذ خطة التخريب. ترافقه مؤقتًا "لو لو"، التي تموت من حبوب لقاح سامة، ثم يتحالف مع أمبرت لاختراق ممر خاص يُستخدم لإطلاق وحوش معدلة وراثيًا ("الماتس") وتفجير خزان المياه الجوفي. لكن الفيضان الناتج يفشل في تعطيل الساحة بالكامل، وتقتل الوحوش أمبرت. في وقت لاحق، تنقذه مايزيلي من مجموعة من متسابقي الكاريرز باستخدام سهام سامة، ويجددان تحالفهما.
مصممين على إيجاد طريقة لتدمير الحلبة، يستكشف هايميتش ومايزيلي حدودها. يصطدمون خلال معركة مع الكاريرز بثلاثة من صانعي الألعاب أثناء قيامهم بالصيانة، فتقوم مايسيلي والكاريرز بقتلهم قبل الهرب. يكتشف هايميتش ومايزيلي مولد طاقة محميًا بحقل قوى يعكس كل ما يُلقى عليه. وعندما ينفصلان، تُقتل مايزيلي على يد وحوش أُرسلت خصيصًا لمعاقبتها على قتل صانعي الألعاب. مع بقاء ثلاثة متسابقين فقط، يبحث هايميتش عن آخر "قادم جديد"، وهي ويلي، ويجدها تتضور جوعًا، فيتركها بحثًا عن الحطب، لكنه يعود ليجدها قُتلت على يد آخر كارير، سيلكا من المقاطعة ١. في المواجهة النهائية، تُقتل سيلكا عن طريق الخطأ حينما يرتد فأسها عنها بسبب الحقل الواقي. بعد فوزه، يحاول هايميتش المصاب بشدة تفجير الحقل كعمل تمرد أخير، لكنه يُفقد وعيه جراء الانفجار، دون أن ينجح في تدمير الحلبة.
يستيقظ هايميتش أسيرًا في الكابيتول ويُجبر على حضور مجموعة من الفعاليات العامة، ويكتشف تدريجيًا أن النسخة المتلفزة من الألعاب تم التلاعب بها لتقضي على أي مؤشر للتمرد. في لقائه الوحيد مع الرئيس سنو بعد الألعاب، يقول له: "استمتع بعودتك إلى الوطن". وعند عودته إلى المقاطعة ١٢، يجد منزله محروقًا ووالدته وشقيقه قد قُتلا. ويلتقي مجددًا مع لينور دوف في مرج هادئ، لكن اللقاء ينتهي بمأساة حين يقدّم لها دون قصد حلوى مسممة، بتخطيط من الرئيس سنو، فتفارق الحياة بين ذراعيه بعد أن توصيّه بأن يمنع "شروق شمس آخر على الحصاد".
منهارًا بفعل خساراته، ينعزل هايميتش ويغرق في الإدمان في قرية الفائزين، مبتعدًا عن أصدقائه السابقين خوفًا عليهم. ومع ذلك، وخلال جولة النصر، يشجعه بلوتارك على الاستمرار في النضال.
في الخاتمة، التي تدور أحداثها بعد السلسلة الأصلية، يفتح هايميتش قلبه لكاتنيس وبيتا ويشاركهما ماضيه، ويجد بعض السلوى في الاعتناء ببيض إوز مميز، تكريمًا لذكرى لينور دوف.

## الشخصيات

#### المتسابقون في ألعاب الجوع (الدورة الخمسون):
- هايميتش أبيرناثي – متسابق ذكَر من المقاطعة ١٢. يتميز بصراحته وحدة طباعه، ويُحاول جاهدًا العودة إلى عائلته وحبيبته في المقاطعة ١٢.
- مايزيلي دونر – متسابقة من المقاطعة ١٢. كانت المالكة الأصلية لدبوس الطائر المقلد (الموكنغجاي) الذي يُهدى لاحقًا إلى كاتنيس في "ألعاب الجوع". لديها أخت توأم تُدعى ميريلي دونر.
- ويات كالو – متسابق ذكَر من المقاطعة ١٢. يعمل في مجال المراهنات، وله تاريخ عائلي في القمار على المتسابقين في ألعاب الجوع.
- لويلا مكوي – متسابقة من المقاطعة ١٢. قُتلت خلال موكب المتسابقين، واستبدلتها الكابيتول ببديلة شبيهة تُدعى "لو لو".
- أمبرت لاتير – متسابق ذكَر من المقاطعة ٣. وهو ابن بيتّي وعضو في تحالف "القادمون الجدد".
- ويلي – متسابقة من المقاطعة ٦. وهي عضو في تحالف "القادمون الجدد".
- سيلكا شارب – متسابقة من المقاطعة ١ وكانت ضمن مجموعة "الكاريرز" (المحترفين). قُتلت عندما ارتد فأسها عنها بسبب الحقل الواقي أثناء قتالها مع هايميتش.
- بَناش باركر – متسابق ذكَر من المقاطعة ١ وكان ضمن مجموعة "الكاريرز" (المحترفين). قُتل بإحدى سهام مايسيلي السامة.
- وودباين تشانس – متسابق ذكَر من المقاطعة ١٢. حاول الهروب عندما نُودي باسمه خلال الحصاد، فقُتل على الفور. تم اختيار هايميتش ليحلّ محلّه.
- ومن المتسابقين البارزين الآخرين: مارِيت، متسابقة من المقاطعة ٤؛ رينجينا، متسابقة من المقاطعة ٧؛ كيرنا، متسابقة من المقاطعة ٩؛ هال، متسابق من المقاطعة ١١؛ وتشيكوري، متسابقة من المقاطعة ١١.

#### سكان الكابيتول (Capitol):
- بلوتارك هيفينسبي – مصور من الكابيتول مُكلّف بتغطية متسابقي المقاطعة ١٢.
- دروزيلا سيكل – مرافقة من الكابيتول لمتسابقي المقاطعة ١٢.
- كوريولانوس سنو – رئيس دولة بانيم.
- إيفي ترينكيت – مرافقة ومصممة طوارئ لمتسابقي المقاطعة ١٢.
- بروسيربينا ترينكيت وفايتوس – فريق التحضير لهايميتش خلال "الربع الكارثي الثاني".
- سيزر فليكرمن – مُقدّم مقابلات متسابقي ألعاب الجوع.
- ماغنو ستيفت – مصمم الأزياء الخاص بمتسابقي المقاطعة ١٢.

#### المرشدون:
- ماجز فلاناغان – الفائزة بالدورة ١١ من ألعاب الجوع. كانت مرشدة لمتسابقي المقاطعة ١٢ خلال "الربع الكارثي الثاني".
- ويرِس – الفائزة بالدورة ٤٩ من ألعاب الجوع. كانت مرشدة لمتسابقي المقاطعة ١٢ خلال "الربع الكارثي الثاني".
- بيتّي لاتير – الفائز بالدورة ٣٤ من ألعاب الجوع. كان مرشدًا لمتسابقي المقاطعة ٣ خلال "الربع الكارثي الثاني".

#### سكان المقاطعة ١٢:
- لينور دوف بيرد – حبيبة هايميتش.
- سد أبيرناثي – شقيق هايميتش البالغ من العمر عشر سنوات.
- ويليماي أبيرناثي – والدة هايميتش.
- بيردوك إيفردين – أفضل أصدقاء هايميتش، وهو والد كاتنيس وبرايم المستقبلي. يُعد قريبًا بعيدًا للينور دوف.

#### من السكان البارزين الآخرين:
- أستريد مارش – حبيبة بيردوك وأم كاتنيس وبريم المستقبلية.
- بلير – صديق لهايميتش وبيردوك.
- هاتّي – مصنّعة خمور غير شرعية ومديرة هايميتش.
- كليرك كارمين كلايد وتام آمبر – أعمام لينور دوف.
- ميريلي دونر – الأخت التوأم المتطابقة لمايزيلي دونر.

## تاريخ النشر
صدرت رواية شروق الشمس على يوم الحصاد بنسختها ذات الغلاف الصلب في ١٨ مارس ٢٠٢٥، وتم إصدار النسخة الصوتية منها في نفس اليوم أيضًا. حققت الرواية مبيعات تجاوزت ١.٥ مليون نسخة عالميًا خلال أسبوعها الأول، لتُسجّل بذلك أقوى انطلاقة لأي كتاب في سلسلة ألعاب الجوع من تأليف سوزان كولنز. وفي الولايات المتحدة وحدها، بلغت المبيعات ١.٢ مليون نسخة، أي أكثر من ضعف مبيعات الأسبوع الأول لرواية أغنية الطيور المغردة والثعابين، وأكثر من ثلاثة أضعاف مبيعات الطائر المقلد (Mockingjay) عند صدورها.

## الإنتاج والإعلان الرسمي
الفيلم القادم المقتبس من الرواية سيكون من إخراج فرانسيس لورانس وكتابة بيلي راي ومن المقرر أن يبدأ تصوير الفيلم في يوليو ٢٠٢٥.

###### طاقم التمثيل (حسب ترتيب الإعلان)[11][12][13]:
- ويتني بيك بدور لينور دوف بيرد
- جوزيف زادا بدور هايميتش أبيرناثي
- ماكينا غرايس بدور مايزيلي دونر
- جيسي بليمنز بدور بلوتارك هيفينسبي
- كيلفن هاريسون جونيور بدور بيتي لاتيير
- مايا هوك بدور وايرس
- ليلي تايلور بدور ماجز فلاناغان
- بن وانغ بدور وايت كالو
- رالف فاينس بدور الرئيس سنو
- مولي ماكان بدور لوئيلا ماكوي
- أيونا بيل بدور لو لو
- إيل فانينغ بدور إيفي ترينكيت
- كيران كولكين بدور قيصر فليكرمان
- غلين كلوز بدور دروسيلا سيكل
- بيلي بورتر بدور ماغنو ستيفت
- جهليل سوايبي بدور بناش باركر
- لورا ماركوس بدور سيلكا شارب
- بيرسي داغز الرابع بدور أمبرت لاتيير
- رادا راي بدور ويلي